# Ellen Forney
Ellen Forney, née en 1968, est une autrice de comics et professeure de BD américaine.

## Biographie

### Enfance et formation
Ellen Forney naît le 8 mars 1968 à Philadelphie et est élevée dans une famille libérale qui l'inspirera pour son comic strip I was seven in '75. Dans sa jeunesse elle n'est pas particulièrement attirée par les comics jusqu'à ce qu'elle découvre le comix Twisted Sisters publié par Aline Kominsky et Diane Noomin. Elle est diplômée en psychologie de l’université de Wesleyan.

### Personnalité
En 1998, elle apprend qu’elle souffre de troubles bipolaires pour lesquels elle suit plusieurs traitements au fil des années. Cette maladie se retrouve au centre de beaucoup de ses réflexions et aura une grande place dans son travail artistique,,. Elle est également bisexuelle' et activement queer et explore cette facette dans ses récits.

### Parcours créatif
I was seven in '75 est publié dans le magazine indépendant de Seattle The Stranger. Grâce à un prix Xeric en mars 1997  elle publie une collection de sa série. Elle poursuit son travail autobiographique avec le comics Monkeyfood.  En 2001, elle publie I was seven in ’75 chez Fantagraphics, . En 2007, elle publie I love Led Zeppelin, un recueil de plusieurs BD, nommé pour le Eisner Award du Meilleur album inspiré de la réalité. La même année, elle illustre le roman pour jeunes adultes de Sherman Alexie The Absolutely True Diary of a Part Time Indian, qui remporte le National Book Award. 
En 2008 elle publie chez Fantagraphics un album intitulé Lust, qui regroupe ses publications dans le journal alternatif The Stranger dans lequel elle met en image des petites annonces érotiques. La même année, elle commence à raconter sa maladie dans le New-York Times. En 2012, elle compile ces interventions dans un album nommé Marbles: Mania, Depression, Michelangelo, and Me, publié par Penguin Book et a fait partie de la liste des best-sellers du NY Times .En 2013 elle reçoit un prix Inkpot.

### Enseignement
Elle enseigne la BD au Cornish College of Arts à Seattle, où elle vit actuellement.

## Récompenses

### Lauréate
- 2013 : Prix Inkpot en 2013[13].
- 2007 : National Book Award pourThe Absolutely True Diary of a Part Time Indian
- 1993 : Xeric Award

### Nomination
- 2007 : Eisner Award du Meilleur album inspiré de la réalité pour I love Led Zeppelin

## Publications

### En français
- Une case en plus, conseils éclairants d'une bipolaire, Delcourt, 2020
- J'avais 7 ans en 75, Delcourt, 2015
- Une case en moins, La dépression, Michel-Ange et moi, Delcourt, 2013
- Le premier qui pleure a perdu, traduction de The absolutely true diary of a part-time Indian de Sherman Alexie, Albin Michel, 2008